# Scott Johnson (Turner)
Scott Philip Johnson (* 12. Juli 1961 in Cincinnati) ist ein ehemaliger US-amerikanischer Kunstturner.

## Karriere
Johnson gewann während seiner College-Zeit insgesamt sieben NCAA-Titel. Bei den Olympischen Spielen 1984 in Los Angeles wurde er mit dem US-Team Olympiasieger im Mannschaftsmehrkampf. Im Einzelmehrkampf belegte er in der Qualifikation Rang 16. Vier Jahre später nahm er erneut an den Olympischen Spielen teil und erreichte mit der Mannschaft den elften Platz. Im Einzelmehrkampf belegte er Rang 63 in der Qualifikation.
Bei den Panamerikanischen Spielen 1987 in Indianapolis war Johnson einer der erfolgreichsten Turner des Wettbewerbs. Er gewann Gold im Einzelmehrkampf, an den Ringen, am Barren und mit der Mannschaft. Zudem holte er Silber am Reck, im Sprung, am Pauschenpferd und am Boden. Im selben Jahr wurde er US-amerikanischer Meister im Einzelmehrkampf und an den Ringen. Bereits 1985 hatte er den nationalen Titel im Sprung gewonnen.
Nach dem Ende seiner aktiven Karriere war Johnson in Managementpositionen bei McDonald’s, Anheuser-Busch, SeaWorld und Busch Gardens tätig. Außerdem hielt er Motivationsvorträge und gründete seine eigene Turnschule Scott Johnson Gold Gymnastics.